# De doe-het-zelf Dictatuur
De doe-het-zelf Dictatuur is een Nederlands documentaireprogramma dat op 8 juni 2023 werd gepubliceerd op video-on-demanddienst NPO Start. In de serie onderzoeken Fidan Ekiz en Kees Schaap de samenhang tussen polarisatie en cancelcultuur.
De vier afleveringen werden aanvankelijk gemaakt voor BNNVARA, maar die omroep werd gaandeweg zelf inhoudelijk onderdeel van de serie en trok zich om die reden terug. Omroep MAX publiceerde het programma na overleg met BNNVARA alsnog. Het programma werd in augustus 2023 ook nog op NPO 2 uitgezonden.

## Seizoen 1

### Afleveringen
| Aflevering | Publicatiedatum | Titel          | Thema                                    | Uitzenddatum     | Kijkcijfers |
| ---------- | --------------- | -------------- | ---------------------------------------- | ---------------- | ----------- |
| 1          | 8 juni 2023     | Tribunalen     | Cancelcultuur.                           | 6 augustus 2023  | 137.000     |
| 2          | 8 juni 2023     | Radicalisering | Hoe mensen veranderen door uitstoting.   | 13 augustus 2023 | 102.000     |
| 3          | 8 juni 2023     | Framing        | Polarisatie en de rol van de media.      | 20 augustus 2023 | 87.000      |
| 4          | 8 juni 2023     | Angst          | Hoe instituten rekening houden met woke. | 27 augustus 2023 |             |

### Gasten / geïnterviewden (selectie)
- Mischa Blok, radiopresentator
- Ad Bos, klokkenluider bouwfraude
- Tijs van den Brink, journalist en televisiepresentator
- Ian Buruma, journalist en publicist
- Gijs van Dijk, politicus
- Wierd Duk, journalist en opiniemaker
- Jan Willem Duyvendak, socioloog
- Najla Edriouch, socialemediapsycholoog
- Maurice de Hond, opiniepeiler en statisticus
- Coen de Jong, politicoloog en schrijver
- Arnold Karskens, oprichter Ongehoord Nederland en oud-oorlogsverslaggever
- Renze Klamer, televisiepresentator

- Suzanne Kunzeler, directeur content BNNVARA
- Lilian Marijnissen, politicus
- Susan Neiman, filosoof
- Anne Sofie von Otter, weduwe van Benny Fredriksson
- Justine Pardoen, expert jeugd & media
- Flavio Pasquino, oprichter blckbx
- Steven Pont, ontwikkelingspsycholoog
- Marion van Son, hoogleraar radicalisering
- Peter Vasterman, mediasocioloog
- Patrick van Veen, gedragsbioloog
- Lonneke van der Zee, algemeen directeur BNNVARA